# Île Contreras
Pour les articles homonymes, voir Contreras.
L'île Contreras (en espagnol : Isla Contreras) est une île appartenant à l'archipel de la Reine Adélaïde et située dans le Sud du Chili. Elle est administrativement rattachée à la région de Magallanes et de l'Antarctique chilien, en Patagonie chilienne ; elle fait partie de la réserve nationale Alacalufes.

## Histoire
Elle doit son nom au général chilien Don Luis Alberto Contreras y Sotomayor (es), gouverneur de la région de Magallanes de 1917 à 1919 et l'un des pionniers de l'aviation chilienne. 

## Géographie

### Situation  et caractéristiques physiques
L'île Contreras est située dans la partie nord-ouest de l'archipel de la Reine Adélaïde. Elle mesure 29 milles de long et 6 milles de large au maximum ; elle a une superficie de 625,5 kilomètres carrés, ce qui fait d'elle la 21e plus grande île du pays.
Au nord, elle est baignée par le détroit de Nelson, à l'est par le canal Nogueira (es) qui la sépare de l'Île Vidal Gómez, au sud par les eaux du golfe Sarmiento (ceb) ; à l'ouest se trouve l'île Ramírez.
L'île Contreras est montagneuse, comme les autres îles de l'archipel ; à l'extrémité nord se trouve le mont Nuestra Señora de la Victoria de 791 mètres d'altitude et au sud le pic Brigstock (744 m). 
La côte orientale, très sinueuse, offre deux petits ancrages : le puerto Cornejo et la caleta Nena[réf. nécessaire].